# Hylémorfismus
Hylémorfismus je spolupůsobení látky (hylé) a formy (morfé), přičemž forma existuje jen realizovaná v látce. Látka je nediferencovaná, je substrátem každé věci a jsoucnosti dosahuje spojením s formou. Forma určuje vlastnosti (např. tvar, schopnosti, funkce, ...). Věci vznikají spojením těchto dvou substancí a zanikají jejich oddělením.
Podle Tomáše Akvinského je hylémorfismus skutečnost, že všechny věci se skládají ze dvou prvků, z čistě potenciálního, tedy látky a ze substančně skutečného, činného a realizujícího, tedy formy.
Toto učení o látce a formě vychází z díla Aristotela, označení „hylémorfismus“ vzniklo později, pravděpodobně koncem 19. století.